# Кінгс-Грант (Північна Кароліна)
Кінгс-Грант (англ. Kings Grant) — переписна місцевість (CDP) в США, в окрузі Нью-Гановер штату Північна Кароліна. Населення — 8466 осіб (2020).

## Географія
Кінгс-Грант розташований за координатами 34°16′6″ пн. ш. 77°52′1″ зх. д. / 34.26833° пн. ш. 77.86694° зх. д. (34.268197, -77.867056).  За даними Бюро перепису населення США в 2010 році переписна місцевість мала площу 11,80 км², з яких 11,75 км² — суходіл та 0,05 км² — водойми.

## Демографія
Згідно з переписом 2010 року, у переписній місцевості мешкало 8113 осіб у 3283 домогосподарствах у складі 2150 родин. Густота населення становила 688 осіб/км².  Було 3497 помешкань (296/км²).
Расовий склад населення:
| - 77,8 % — білих - 14,3 % — чорних або афроамериканців - 1,1 % — азіатів - 0,7 % — корінних американців - 0,1 % — вихідців з тихоокеанських островів - 4,0 % — осіб інших рас |

До двох чи більше рас належало 1,9 %. Частка іспаномовних становила 6,8 % від усіх жителів.
За віковим діапазоном населення розподілялося таким чином: 20,3 % — особи молодші 18 років, 68,1 % — особи у віці 18—64 років, 11,6 % — особи у віці 65 років та старші. Медіана віку мешканця становила 37,4 року. На 100 осіб жіночої статі у переписній місцевості припадало 99,5 чоловіків;  на 100 жінок у віці від 18 років та старших — 97,7 чоловіків також старших 18 років.
Середній дохід на одне домашнє господарство  становив 65 358 доларів США (медіана — 52 553), а середній дохід на одну сім'ю — 71 608 доларів (медіана — 54 523). Медіана доходів становила 41 164 долари для чоловіків та 36 217 доларів для жінок. За межею бідності перебувало 9,9 % осіб, у тому числі 18,1 % дітей у віці до 18 років та 2,8 % осіб у віці 65 років та старших.
Цивільне працевлаштоване населення становило 4904 особи. Основні галузі зайнятості: освіта, охорона здоров'я та соціальна допомога — 20,2 %, мистецтво, розваги та відпочинок — 12,9 %, будівництво — 12,7 %.